# Oropus testaceus
Oropus testaceus är en skalbaggsart som beskrevs av Thomas Casey 1908. Oropus testaceus ingår i släktet Oropus och familjen kortvingar. Inga underarter finns listade i Catalogue of Life.